# Mosaicos de Delos
Os mosaicos de Delos são um corpo significativo da arte do mosaico grego antigo. A maioria dos mosaicos sobreviventes de Delos, Grécia, uma ilha nas Cíclades, data da última metade do século II a.C. e início do século I a.C., durante o período helenístico e início do período romano da Grécia. Mosaicos helenísticos não foram mais produzidos após cerca de 69 a.C., devido à guerra com o Reino de Pontus e, posteriormente, ao declínio abrupto da população e posição da ilha como um grande centro comercial. Entre os sítios arqueológicos gregos helenísticos, Delos contém uma das maiores concentrações de obras de mosaico sobreviventes. Aproximadamente metade de todos os mosaicos gregos sobreviventes do período helenístico vêm de Delos.
As passarelas pavimentadas de Delos vão desde construções simples de pedras ou pisos de piso de lascas até pisos de mosaico elaborados compostos por tesserae. A maioria dos motivos contém padrões geométricos simples, enquanto apenas um punhado utiliza as técnicas opus tessellatum e opus vermiculatum para criar cenas e figuras lúcidas, naturalistas e ricamente coloridas. Mosaicos foram encontrados em locais de culto, prédios públicos e casas particulares, este último geralmente contendo um piso de forma irregular ou pátio central peristyle.
Embora existam pequenos traços de influência punica, fenícia e romana, os mosaicos de Delos geralmente estão de acordo com as principais tendências encontradas na arte helenística. Os mesmos patronos ricos que encomendaram pinturas e esculturas em Delos também podem ter sido envolvidos na contratação de artistas de mosaico do exterior. Mosaicos delírios compartilham características com as de outras partes do mundo grego, como mosaicos macedônios em Pella. Eles também carregam alguns atributos com tradições de pintura grega e muitas vezes empregam uma técnica semelhante de fundo preto encontrada na cerâmica de figura vermelha do período clássico. Alguns dos estilos e técnicas encontrados em Delos são evidentes na arte romana e nos mosaicos, embora exemplos romanos contemporâneos de Pompéia, por exemplo, revelem diferenças significativas na produção e design de mosaicos no Mediterrâneo ocidental versus oriental.

## Datação

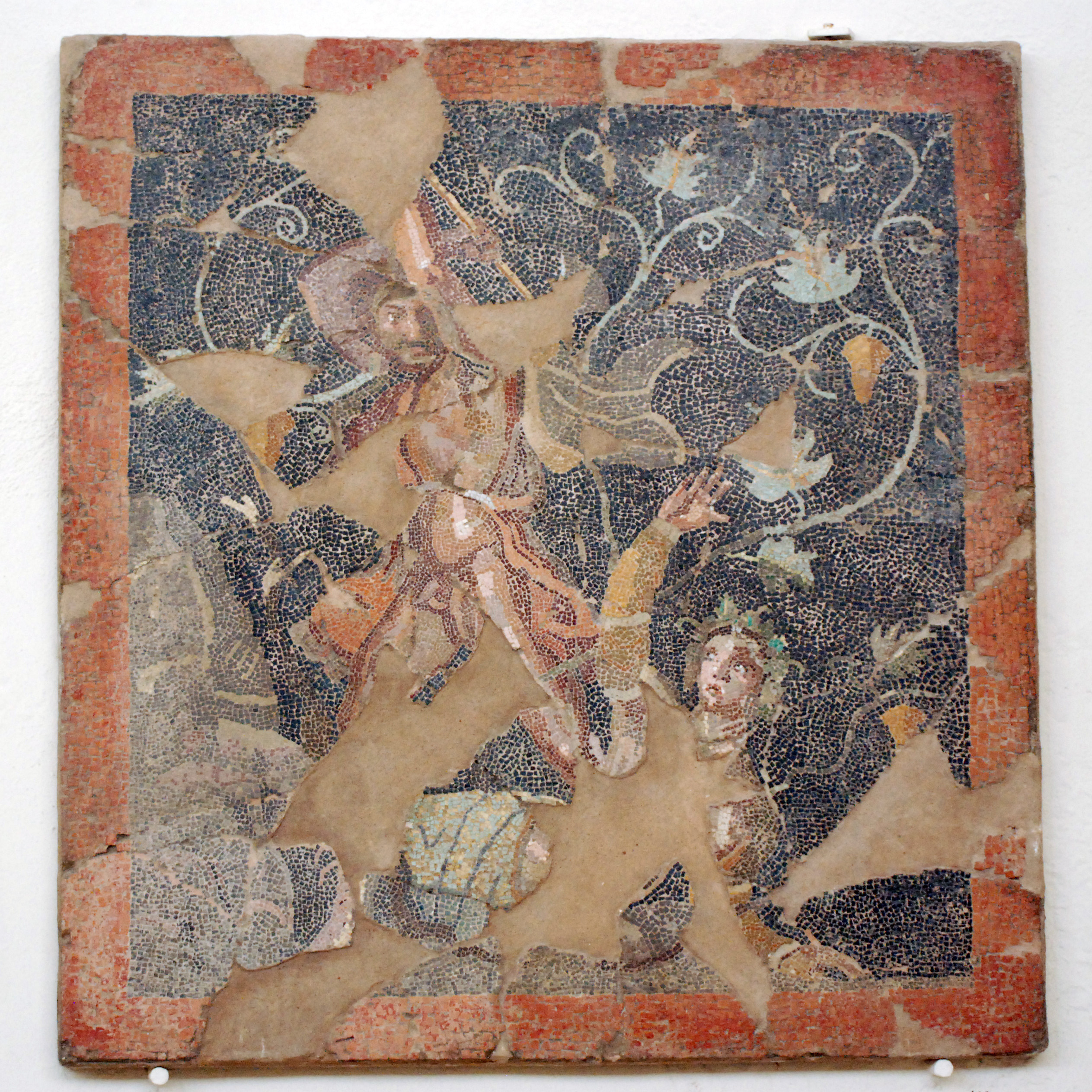
Mosaicos

As escavações arqueológicas de Delos pela Escola Francesa de Atenas começaram em 1872, com descrições iniciais dos mosaicos publicadas em um relatório do arqueólogo francês Jacques Albert Lebègue em 1876. Precisamente 354 mosaicos de Delos sobrevivem e foram estudados pelo arqueólogo francês Philippe Bruneau. A maioria datando do final do período helenístico, contemporâneo com o final da República Romana (ou seja, a última metade do século II a.C. e início do século I a.C.). Um punhado foi datado do período clássico, com um mosaico atribuído à era imperial romana. Bruneau acreditava que as peças nominalmente não datadas, com base em seus estilos, foram produzidas no mesmo período que a maioria dos exemplos, aproximadamente entre 133 e 88 a.C.
Em 167 ou 166 a.C., após a vitória romana na Terceira Guerra Macedônia, Roma cedeu a ilha de Delos aos atenienses, que expulsaram a maioria dos habitantes originais. A destruição romana de Corinto em 146 a.C. permitiu que Delos assumisse pelo menos parcialmente o papel do primeiro como o principal centro comercial da Grécia. A prosperidade comercial, a atividade de construção e a população de Delos diminuíram significativamente depois que a ilha foi atacada pelas forças dos Mitrídates VI de Pontus em 88 e 69 a.C., durante as Guerras Mitridáticas com Roma. Apesar das invasões de Pontus, a ilha só foi gradualmente abandonada depois que Roma garantiu uma ligação comercial mais direta com o Oriente que marginalizou Delos como um ponto central para o comércio que leva ao Oriente.

## Características

### Composição
A composição dos mosaicos e pavimentos de Delos incluem construções simples de pedras, piso de lascas feitas de mármore branco, fragmentos de cerâmica e pedaços de tesserae. Este último se enquadra em duas categorias: o mais simples, tessellated opus tessellatum usando grandes pedaços de tesserae, em média oito por oito milímetros, e o opus vermiculatum mais fino usando pedaços de tesserae menor que quatro por quatro milímetros. Muitos mosaicos de Delos usam uma mistura desses materiais, enquanto o pavimento de chip é o mais comum. Este último é encontrado em 55 casas e geralmente reservado para o térreo. A maioria dos mosaicos de Delos compreende pedaços quebrados de mármore colocados em pisos de cimento; outras bases de piso são compostas de terra amassada ou lajes gneiss. Pavimentos em cozinhas e latrinas foram construídos com fragmentos de cerâmica, tijolo e azulejos com o propósito de impermeabilização. Tiras finas de chumbo colocadas no cimento são frequentemente usadas para distinguir os contornos de mosaicos geométricos padronizados, mas estão ausentes nos mosaicos mais complexos e imaginados.

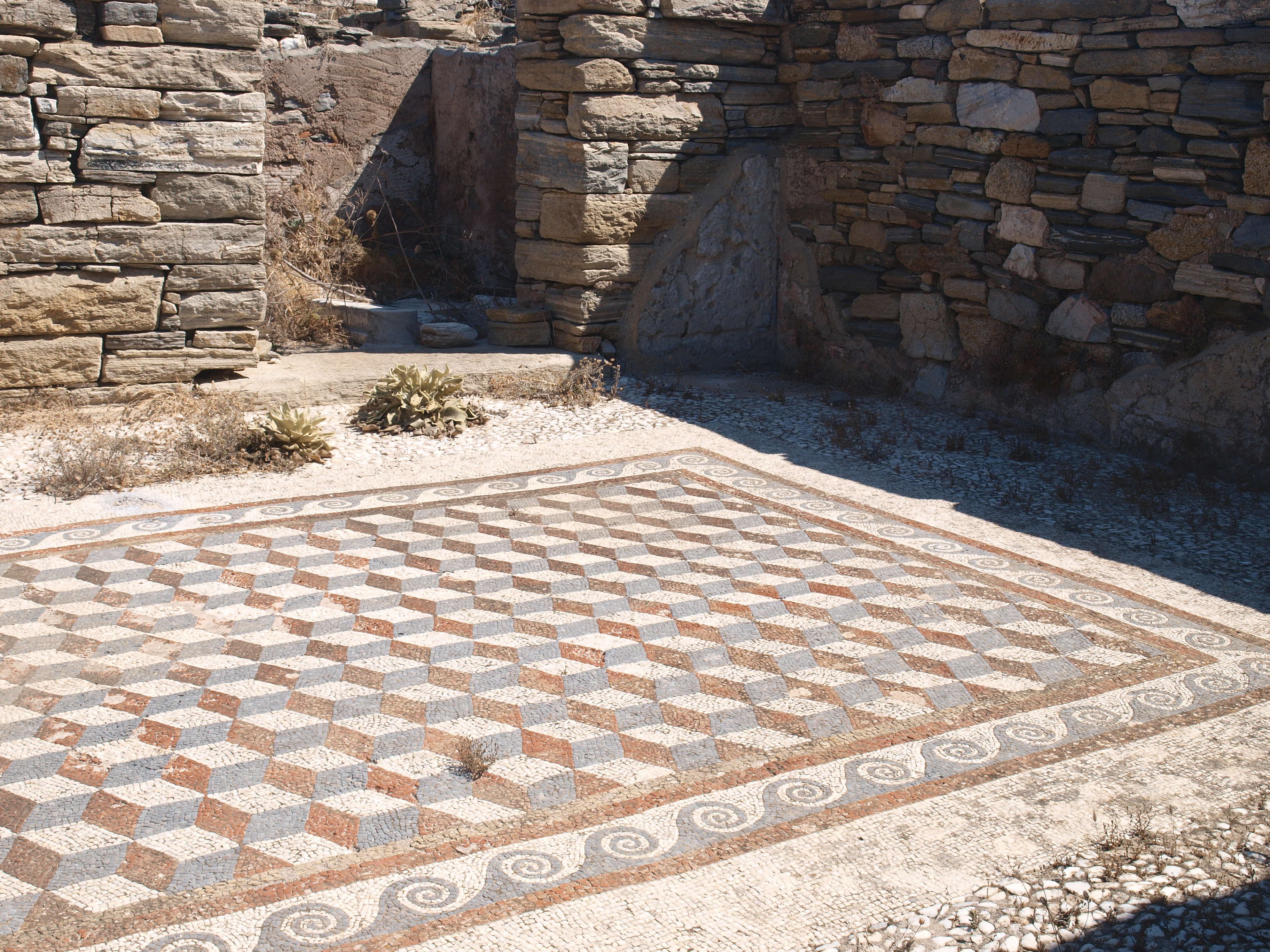
Um mosaico de chão cúbico em uma casa na ilha de Delos

### Arranjo e localização
Enquanto alguns mosaicos foram desenterrados de santuários religiosos e prédios públicos, a maioria deles foi encontrada em edifícios residenciais e casas particulares. A maioria dessas casas possui um piso de forma irregular, enquanto o segundo maior grupo foi construído com um pátio central peristyle. Mosaicos simples eram geralmente relegados a passarelas normais, enquanto salas designadas para receber convidados apresentavam mosaicos mais ricamente decorados. No entanto, apenas 25 casas de Delos apresentam mosaicos opus tessellatum e apenas oito casas possuem os motivos estilo opus vermiculatume cenas figuradas. A grande maioria dos pisos decorados apresentam apenas padrões geométricos simples. Também é mais comum que os mosaicos opus vermiculatum e opus tessellatum sejam encontrados em quartos de cima do que nos andares térreos das antigas casas de Delos. Com exceção da Casa de Dionísio e casa dos golfinhos, os pátios das casas peristyle em Delos apresentam apenas motivos florais e geométricos.

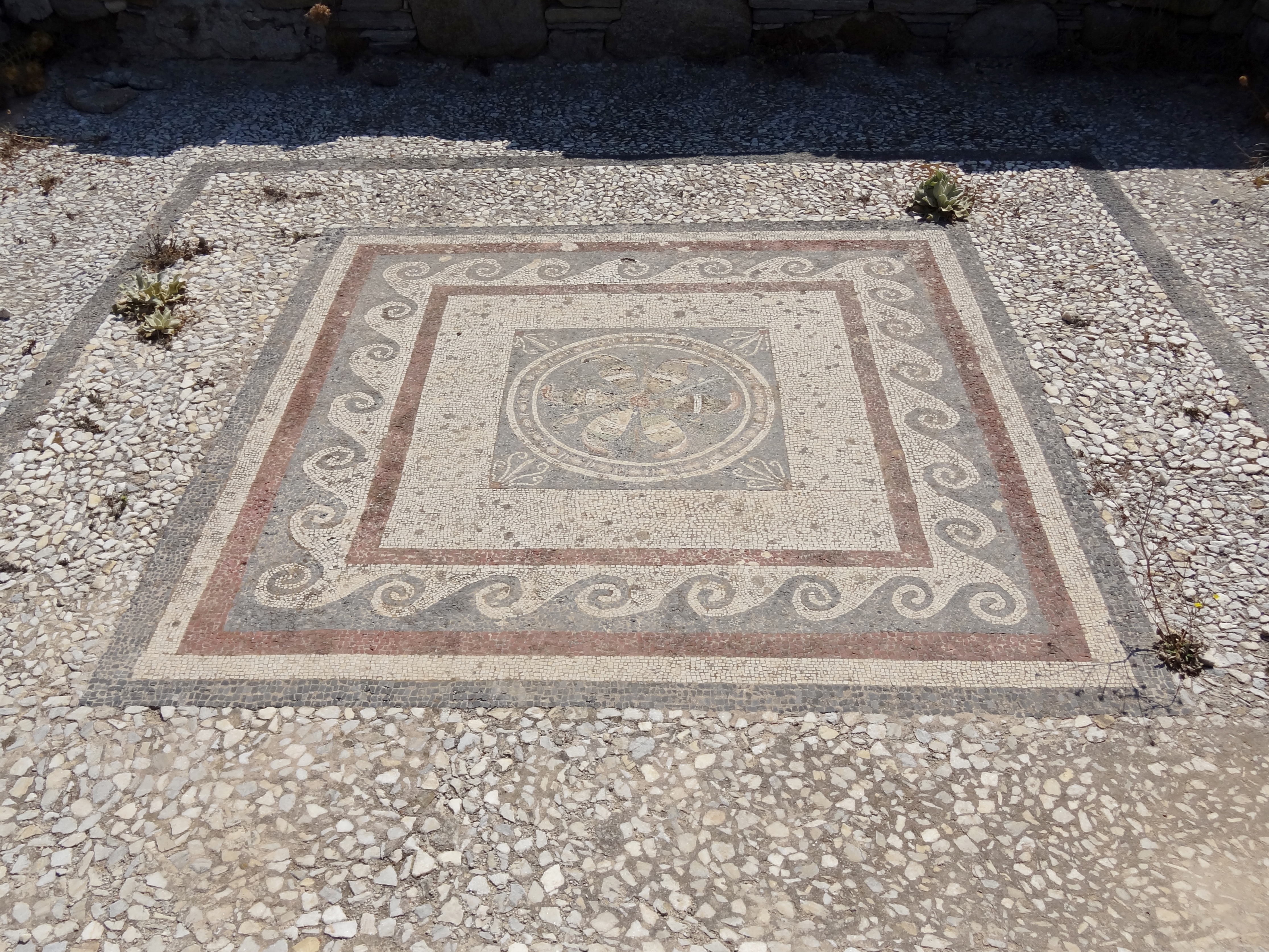
Um mosaico de Delos com o motivo da roseta central cercado por um padrão de fronteira de uma única onda

### Padrões e motivos
Entre os vários padrões e motivos encontrados nos mosaicos de Delos está o lozenge tricolor que cria uma ilusão tridimensional de cubos em perspectiva para o espectador. Este padrão aparece em quinze locais diferentes, tornando-o um dos mais comuns. Outros motivos incluem ondas e triângulos escalonos, enquanto os principais temas incluem objetos e figuras marítimas, teatrais, naturais ou mitológicas. O padrão de onda única, um motivo comum na arte helenística, é o tipo mais predominante de design de borda para mosaicos em Delos e pode ser encontrado em outros locais como Arsameia (embora disposto na direção oposta). O motivo da roseta, que é encontrado nos mosaicos de vários sítios helenísticos em todo o Mediterrâneo, é frequentemente associado a fronteiras de ondas únicas em mosaicos de Delos. O típico motivo de palmette helenística é usado em um mosaico de Delos para preencher os quatro cantos em torno de um motivo de roseta central. A ilusão de relevo tridimensional nas cenas figuradas dos mosaicos de Delian foi geralmente alcançada pelo uso de policromado, com tons brancos, preto, amarelo, vermelho, azul e verde.
As origens da composição, técnicas, layout e estilo de mosaicos de Delos podem ser encontradas em mosaicos de pedra do século V a.C. de Olynthus no Chalcidice norte da Grécia, com mosaicos posicionados no centro de pisos de cimento e utilizando padrões de guirland, meander e ondas em torno de um motivo centralizado ou cena figurada. Este esquema de design é semelhante ao dos mosaicos do século IV a.C. de Pella, na Macedônia, embora os mosaicos de pedra lá empregam uma gama mais ampla de cores para criar os efeitos do volume. A transição de mosaicos de pedra para mosaicos tesvendados mais complexos talvez tenha se originado na Sicília helenística-grega durante o século III a.C., desenvolvida em locais como Morgantina e Siracusa. Muito parecido com Olynthus, mosaicos de Morgantina contêm os padrões de guirlanda, onda e meandro, embora este último tenha sido finalmente executado com perspectiva.

### Cultura e origens étnicas
Além de um símbolo da deusa fenícia Tanit, todos os motivos do pavimento são tipicamente de origem grega helenística, embora alguns morteiros usados com desenhos de tesserae traem alguma influência italiana. Os três principais grupos étnicos de Delos incluíam gregos (em grande parte de origem ateniense), sírios/fenícios, e italianos/romanos, mas é muito provável que muitos desses italianos eram italiotes, nativos de língua grega da Magna Graecia no que é hoje o sul da Itália. Habitantes de Delos de origem grega, italiana e síria possuíam mosaicos em suas casas particulares, mas Vincent J. Bruno afirma que os desenhos de suas obras de mosaico estavam inteiramente em dívida com as tradições artísticas gregas.

## Significado

### O corpus sobrevivente da arte do mosaico helenístico
O arqueólogo francês François Chamoux considerou os mosaicos de Delos como a "marca de água alta" e o auge da arte do mosaico grego antigo utilizando tesserae para criar cenas ricas, detalhadas e coloridas. Este estilo helenístico de mosaico continuou até o fim da Antiguidade e pode ter influenciado o uso generalizado de mosaicos no mundo ocidental durante a Idade Média. Em seu estudo sobre as casas e obras de arte dos centros comerciais do Mediterrâneo, Birgit Tang analisou três sítios arqueológicos: Delos no Egeu, Cartago no que hoje é a Tunísia moderna, e Emporion, modernos Empúries na Catalunha, Espanha, que já foi uma colônia grega. As razões para ela escolher esses locais em particular para investigação e comparação incluem seu status como grandes centros comerciais marítimos, bem como suas ruínas relativamente bem preservadas de famílias urbanas.
Ruth Westgate escreve que Delos contém cerca de metade de todos os mosaicos gregos sobreviventes do período helenístico. Em sua estimativa, os sítios de Delos e Morgantina e Soluntum na Sicília contêm a maior quantidade de evidências sobreviventes para mosaicos gregos helenísticos. Hariclia Brecoulaki afirma que os mosaicos de Delos representam a maior coleção de mosaicos gregos. Ela também afirma que apenas a capital macedônia de Pella classifica-se como igual em ter casas privadas (em oposição às residências reais) decoradas com elaboradas pinturas de parede, mosaicos assinados e esculturas de mármore independentes. Katherine M. D. Dunbabin escreve que, embora muitos mosaicos helenísticos tenham sido encontrados na Grécia continental, Ásia Menor e nordeste da África (ou seja, Cyrene), é apenas no local de Delos onde ocorrem em "números suficientes para permitir conclusões gerais sobre seu uso e natureza."

### Comparações com Pompéia romana
Em sua análise comparativa da arte do mosaico no mundo greco-romano, Hetty Joyce escolheu os mosaicos de Delos e Pompéia Romana como principais amostras representativas para determinar distinções na forma, função e técnicas de produção de mosaicos no Leste Grego e no Oeste Latino. Seu raciocínio para a seleção desses dois locais são seus pavimentos bem preservados, a datação segura das amostras para o final do século XXI e início do século I a.C., e, graças à extensa documentação dos mosaicos de Delos por Bruneau, uma quantidade suficiente de literatura acadêmica dedicada a cada local para formar comparações. Ruth Westgate, em sua pesquisa e estudo comparativo de mosaicos gregos helenísticos com mosaicos de Pompéia, conclui que os mosaicos romanos, datados do Primeiro Estilo de Pompéia de pintura de parede no final do século XXI e início do século I a.C., foram derivados da tradição grega. No entanto, ela enfatiza que os mosaicos pompeianos partiram de seus homólogos gregos por quase exclusivamente com cenas figuradas em vez de desenhos abstratos, em pavimento simples provavelmente definido por artesãos locais e produzidos separadamente dos painéis figurados, os quais talvez foram feitos por artesãos gregos para seus patronos romanos.
Devido às semelhanças entre as pinturas de parede helenísticas em Delos e o Primeiro Estilo de Pompéia, Joyce afirma que as diferenças nos mosaicos de Delos e Pompéia são o produto deliberado da preferência artística e não o resultado da ignorância das tradições uns dos outros. Essas diferenças incluem o uso generalizado de opus signinum em Pompéia, com apenas quatro exemplos conhecidos em Delos; o uso de opus sectile em Pompéia e sua ausência completa em Delos; o uso prevalente de padrões policromáticos e intrincados desenhos tridimensionais em mosaicos de delian versus desenhos bidimensionais em Pompéia, que na melhor das hipóteses utilizam duas cores. Mosaicos tridimensionais complexos usando desenhos policromados para alcançar a ilusão de luz e sombra não foram produzidos em Pompéia até o Segundo Estilo de Pompéia de pintura de parede (80-20 a.C.) e são considerados uma adoção das tendências de arte helenística. Enquanto as tiras de chumbo foram usadas em mosaicos helenísticos de Delos, Atenas e Pella (Grécia), Pégamon (Turquia), Calatis (Romênia), Alexandria (Egito) e Chersonesus (a península da Criméia), eles estão ausentes nos mosaicos do Mediterrâneo Ocidental de Malta, Sicília e península italiana. Westgate afirma que os mosaicos helenísticos podem ser divididos em duas grandes categorias: oriental e ocidental, com base em seus diferentes estilos e técnicas de produção.

### Conexões com outros meios da arte grega antiga
A cerâmica de figura vermelha não era mais produzida quando os mosaicos de Delos foram feitos. A técnica de fundo preto da cerâmica de figura vermelha ainda era apreciada em mosaicos de pedra macedônio do século IV a.C. de Pella e em mosaicos em Delos, como o mosaico tritão de figura branca com tesserae. A técnica de fundo preto foi mais tarde usada em arte de vidro, como o cameo glass, particularmente o vidro romano (por exemplo, o vaso de Portland, Gemma Augustea, Grande Cameo da França, etc.).
O motivo ondulante de guirlanda contra um fundo preto das pinturas mural estilo alvenaria em Delos foram anteriormente apresentados em obras gregas que vão de vasos a mosaicos macedônios do século IV a.C. de Pella, particularmente o Mosaico de Stag Hunt. No entanto, os pintores de Delos indiscutivelmente inventaram seu próprio gênero decorativo usando uma combinação desses elementos mais antigos com novas colorações naturalistas. Além do fundo preto, mosaicos como o Mosaico de Stag Hunt também foram inspirados pelas qualidades ilusionistas e tridimensionais das pinturas gregas. Em Delos, pinturas e mosaicos herdaram os mesmos padrões gregos clássicos de artesanato, iluminação, sombreamento e coloração. Escultores, pintores e artistas de mosaico podem ter feito parte do mesmo sistema de patrocínio em Delos, o que, em alguns casos, teria exigido a importação de artistas estrangeiros.

## Casas e bairros da cidade

### Mosaicos do Bairro Norte
O bairro norte de Delos contém o Bairro das Joias, onde estruturas antigas, como oficinas e outros restos arqueológicos datados do século III a.C. e início do século II a.C. foram descobertas. Na segunda metade do século II a.C. foram substituídos por casas particulares construídas da forma mais característica para Delos: um plano estreito e retangular com um pátio central, uma sala de serviço vestibular na frente, e uma sala maior e principal na parte traseira. O quarto da Casa das Máscaras é a única área de Delos sem esse plano arquetípico. Algumas casas do Bairro Norte apresentam decorações de mosaicos com cenas mitológicas, incluindo Lycurgus da Trácia e Ambrosia em um mosaico de alto andar, bem como Atena e Hermes, juntamente com uma mulher sentada em um mosaico de sala principal.

### Mosaicos do Bairro do Teatro
A maioria das casas no lotado Bairro do Teatro de Delos tem plantas de piso em forma irregular (como desenhos trapezoidais), em oposição a desenhos quadrados ou retangulares. A grade de rua estreita e irregular é diferente da de outros bairros, onde as ruas geralmente se encontram em ângulos aproximadamente retos. Semelhante à maioria das casas escavadas de Delos, as do Bairro do Teatro apresentam um pátio aberto sem pórticos, em vez do layout peristyle com colunas. Algumas das casas do Bairro do Teatro não possuem decoração de interiores, sem murais de parede nem mosaicos, o que é incomum para a maioria das casas de Delos.

### Casa de Dionísio
O mosaico de Delos de Dionísio montando um tigre na Casa de Dionísio é um dos melhores exemplos de opus vermiculatum, de acordo com Dunbabin, e é comparável a Dionísio montando um leopardo da Casa das Máscaras, se não o mais simples antecessor de mosaico de pedras da capital macedônia em Pella. Uma diferença temática chave, no entanto, são as asas de Dionísio que sugerem sua encarnação como um daimon em vez de um deus. Os materiais tesserae, feitos de vidro, faience, terracota e pedras naturais, são moldados em peças que medem aproximadamente um milímetro quadrado, permitindo detalhes afiados e um esquema de cores elaborado.

### Casa das máscaras
A Casa das Máscaras é nomeada após o motivo do mosaico de máscaras de teatro decorando pergaminhos de hera dispostos em tiras ao redor de uma área de superfície central decorada em um padrão cúbico. Os mosaicos mais intrincamente decorados são encontrados em quatro salas diferentes que se ramificam do pátio peristyle pavimentado com lascas de mármore, com mosaicos de corredor utilizando fragmentos de anfóra. No centro de um mosaico está a figura de Dionísio montando um leopardo contra um fundo preto semelhante ao mosaico na Casa de Dionísio. Outro mosaico central apresenta um tocador de flauta e uma figura dançante, este último talvez representando Silenus. Apenas a figura de Dionísio emprega o método vermiculatum. Os outros mosaicos da casa não conseguem alcançar o naturalismo de cenas e motivos mais finos, mas, no entanto, demonstram uma tentativa de imitar suas qualidades ilusionistas com a técnica tesselada.

### Casa dos Golfinhos
A Casa dos Golfinhos contém um projeto de mosaico peristyle que é incomum para Delos, com um círculo fechado por um contorno quadrado. Em cada canto da praça estão pares de golfinhos montados por minúsculas figuras aladas com os emblemas de várias diblemas gregos, ou seja, o timo, caduceus, tridente, e um objeto que está faltando devido ao dano. O círculo contém um design de roseta central cercado por guirlandas florais e grifos.  O mosaico, assinado por uma certa Ascípiades de Arados (na antiga Fenícia, agora oeste da Síria), é um dos dois únicos exemplos de Delos que carregam uma assinatura do artista original.

### Casa do Lago
Semelhante ao projeto da maioria das casas de Delos, a Casa do Lago é uma casa de forma irregular (em oposição a uma planta retangular ou quadrada), localizada perto de um lago sagrado e habitada de cerca de 300 a 100 a.C. O impluvium peristyle é decorado com um motivo geométrico em torno de uma roseta central, cercado por todos os lados por colunas monolíticas no estilo iônico.

### Casa do Tridente
A Casa do Tridente contém painéis peristyle com o motivo de um golfinho negro situado em torno de uma âncora vermelha e tridentes pretos contra um fundo branco. O tema sugere que os proprietários da casa estavam de alguma forma ligados às atividades marítimas. Estes simples mosaicos bidimensionais contrastam com os mosaicos helenísticos multicoloridos, finamente detalhados e tridimensionais de figuras e motivos. Eles são talvez comparáveis ou mesmo ligados aos mosaicos de pavimento preto e branco que aparecem na Itália romana algumas décadas depois.